# Obwód kirowohradzki
Obwód kirowohradzki (ukr. Кіровоградська область) – jeden z 24 obwodów Ukrainy. Leży w środkowej części Ukrainy, nad Dnieprem. Stolicą obwodu jest Kropywnycki.
Obwód na północy graniczy z obwodem połtawskim, na wschodzie i południowym wschodzie z dniepropietrowskim, na południu z mikołajowskim i odeskim, na zachodzie z winnickim.
Obwód w większości leży na terenie historycznej Ukrainy Prawobrzeżnej i Zaporoża. Zachodnie krańce leżą w granicach Podola.

## Podział administracyjny
Obwód dzieli się na 4 rejony:
1. aleksandryjski
2. hołowaniwski
3. kropywnycki
4. nowoukraiński

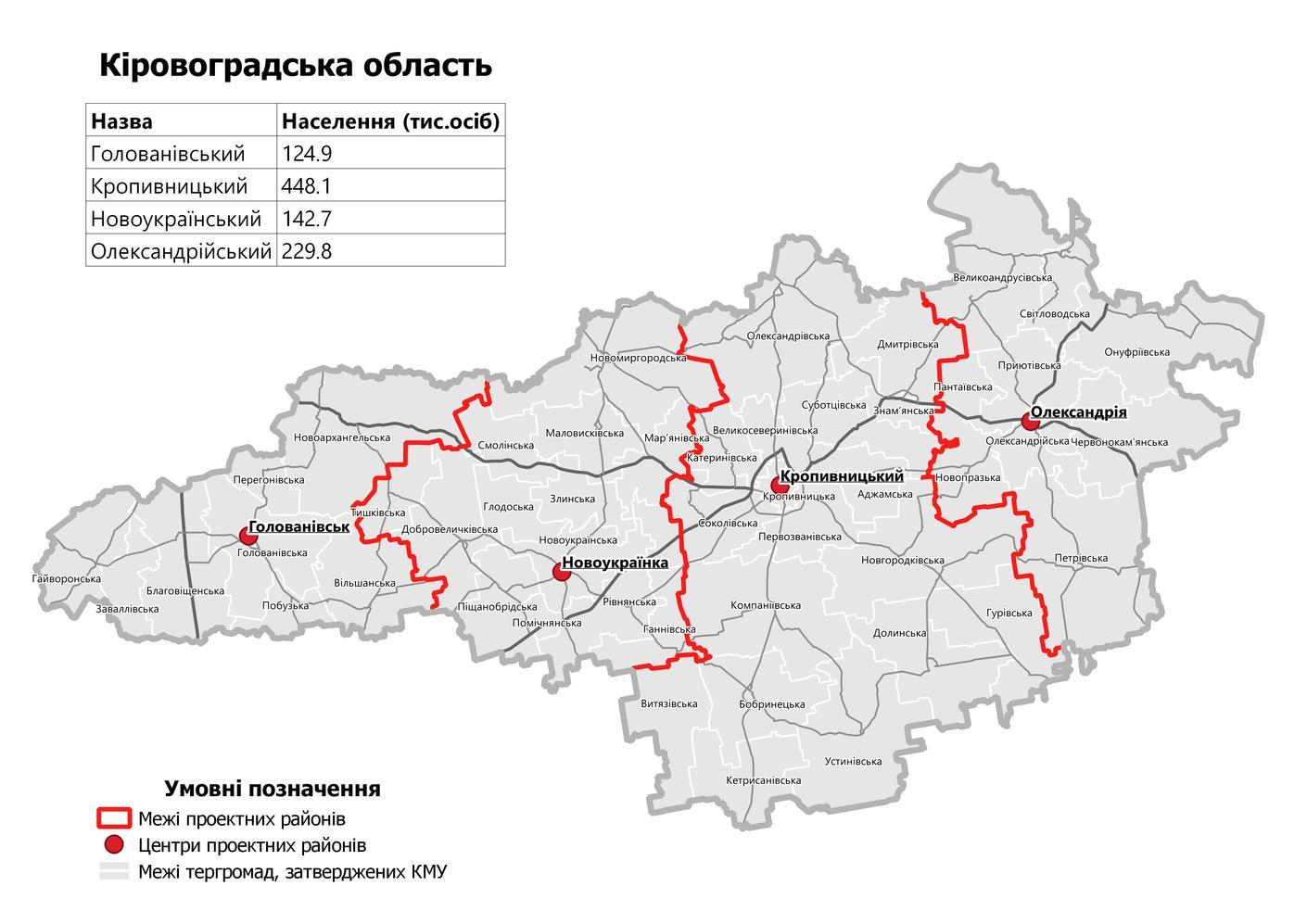
Rejony od 2020 roku

Rejony do 2020 roku

Do 19 lipca 2020 roku obwód dzielił się na 21 rejonów:
- aleksandryjski
- błahowiszczenski
- bobryniecki
- dobrowełyczkiwski
- dołyński
- hajworoński
- hołowaniwski
- kropywnycki
- kompanijiwski
- małowyskiwski
- nowhorodkiwski
- nowoarchanhelski
- nowomyrhorodzki
- nowoukraiński
- ołeksandriwski
- onufrijiwski
- petrowski
- switłowodski
- ustyniwski
- wilszański
- znamiański

oraz 4 miasta wydzielone: Kropywnycki, Aleksandria, Switłowodśk i Znamjanka.

## Demografia
Skład narodowościowy obwodu w 2001 roku:

1. Ukraińcy: 1014,6 tys. (90,1%)
2. Rosjanie: 83,9 tys. (7,5%)
3. Mołdawianie: 8,2 tys. (0,7%)
4. Białorusini: 5,5 tys. (0,5%)
5. Węgrzy: 2,9 tys. (0,3%)
6. Bułgarzy: 2,2 tys. (0,2%)
7. Żydzi: 1,1 tys. (0,1%)

## Historia
Historyczna przynależność administracyjna obszaru:
- 1566–1569:  Wielkie Księstwo Litewskie: województwo kijowskie, województwo bracławskie
- 1569–1667:  Korona Królestwa Polskiego, prowincja małopolska: województwo kijowskie, województwo bracławskie
- 1667–1672:  Carstwo Rosyjskie/ Korona Królestwa Polskiego, prowincja małopolska: województwo kijowskie, województwo bracławskie
- 1672–1699:  Carstwo Rosyjskie/ Imperium Osmańskie/ Korona Królestwa Polskiego, prowincja małopolska: województwo kijowskie
- 1699–1721:  Carstwo Rosyjskie/ Korona Królestwa Polskiego, prowincja małopolska: województwo kijowskie, województwo bracławskie
- 1721–1754:  Imperium Rosyjskie/ Korona Królestwa Polskiego, prowincja małopolska: województwo kijowskie, województwo bracławskie
- 1754–1764:  Imperium Rosyjskie: Nowa Serbia, Nowosłobodzki Pułk Kozacki/ Korona Królestwa Polskiego, prowincja małopolska: województwo kijowskie, województwo bracławskie
- 1764–1783:  Imperium Rosyjskie: gubernia noworosyjska/ Korona Królestwa Polskiego, prowincja małopolska: województwo kijowskie, województwo bracławskie
- 1783–1793:  Imperium Rosyjskie/ Korona Królestwa Polskiego, prowincja małopolska: województwo kijowskie, województwo bracławskie
- 1793–1796:  Imperium Rosyjskie
- 1796–1803:  Imperium Rosyjskie: gubernia noworosyjska, gubernia kijowska, gubernia podolska
- 1803–1917:  Imperium Rosyjskie: gubernia chersońska, gubernia kijowska, gubernia podolska
- 1920–1922:  Ukraińska SRR
- 1922–1991:  ZSRR: Ukraińska SRR
- od 1991:  Ukraina: obwód kirowohradzki

## Największe miasta

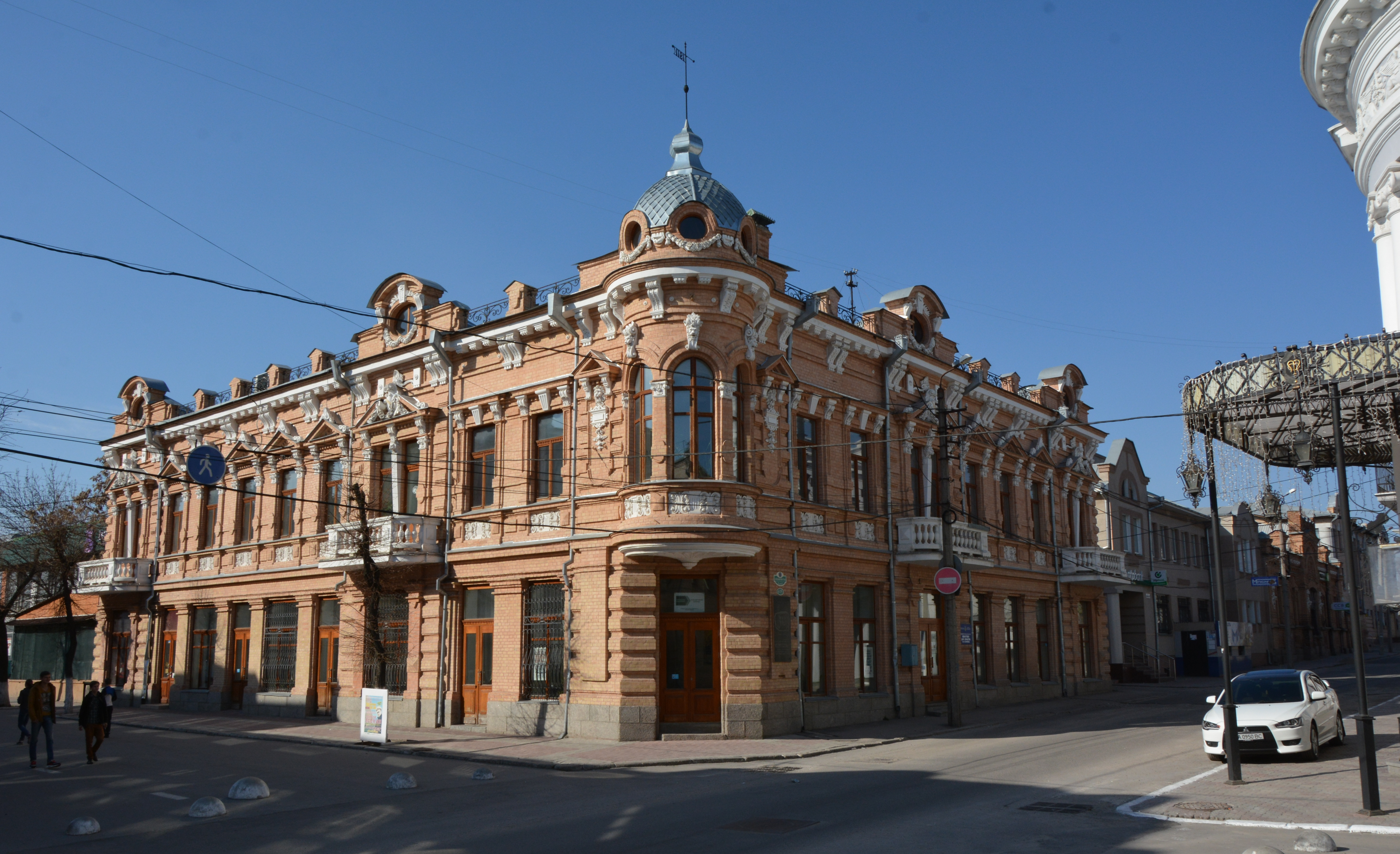
Kropywnycki

1. Kropywnycki
2. Aleksandria
3. Switłowodsk
4. Znamianka
5. Dołyńska
6. Nowoukrainka
7. Hajworon
8. Nowomyrhorod
9. Mała Wyska
10. Bobryniec
11. Pomiczna
12. Błahowiszczenśke